# 賀茂村 (兵庫県)
賀茂村（かもむら）は、兵庫県加西郡にあった村。現在の加西市の南西部、北条鉄道北条線・長駅および播磨横田駅の周辺にあたる。

## 地理
- 山岳：笠松山
- 河川：賀茂川

## 歴史
- 1889年（明治22年）4月1日 - 町村制の施行により、福住村・山下村・西横田村・東横田村・鎮岩村・岸呂村・東長村・西長村・東剣坂村・西剣坂村・中山村・大柳村の区域をもって発足。
- 1955年（昭和30年）1月15日 - 北条町・富田村・下里村と合併し、改めて北条町が発足。同日賀茂村廃止。

## 交通

### 鉄道路線
- 播州鉄道
  - 北条支線（現・北条鉄道北条線）
    - 長駅 - 横田村停留場

後に播州鉄道は播丹鉄道、日本国有鉄道（北条線）へと譲渡されるが、横田村停留場は播丹鉄道譲渡前に休止され、播丹鉄道時代に廃止された。
現在、旧村域に播磨横田駅が所在するが、これは北条町と合併した後、国鉄により横田仮乗降場として再び設置され、同年、播磨横田駅として正式に開業したものである。